# Scinax canastrensis
Scinax canastrensis là một loài ếch trong họ Nhái bén. Chúng là loài đặc hữu của Brasil.
Các môi trường sống tự nhiên của chúng là các khu rừng khô nhiệt đới hoặc cận nhiệt đới, xavan ẩm, sông, vùng đồng cỏ, và vườn nông thôn. Loài này đang bị đe dọa do mất môi trường sống.